# Jakov Gotovac
Jakov Gotovac (Split, 11 d'octubre de 1895 - Zagreb, 16 d'octubre de 1982) va ser un compositor i director d'orquestra croat de música clàssica. És autor de l'òpera més famosa en croat, la còmica Ero s onoga svijeta ("Ero el bromista"), que es va estrenar a Zagreb el 1935.

## Biografia
Gotovac va néixer a Split (llavors part d'Àustria-Hongria) i inicialment va tenir poca educació formal en música. Jakov va ser afortunat en veure's animat i recolzat per Josip Hatze, Cyril Metoděj Hrazdira i Antun Dobronić els qui li van inculcar una orientació nacionalista en música. Va començar com a estudiant de Dret a Zagreb, però va passar a escriure música el 1920. A Viena va estudiar a la classe de Johan Marx.
De tornada a casa, el 1922 va fundar la Societat Filharmònica a Šibenik. El 1923 es va traslladar a Zagreb, on va seguir treballant com a director i compositor fins a la seva mort. Entre 1923 i 1958, va ser director d'òpera en el Teatre Nacional de Croàcia (Hrvatsko narodno kazališet), i capdavanter d'una societat musical acadèmica Mladost, i del cor Vladimir Nazor.
La seva obra més coneguda és sens dubte Ero, que s'ha interpretat en tots els continents excepte a Austràlia, i traduïda a nou idiomes, amb el llibret escrit per Milan Begović. S'ha representat en més de 80 teatres tan sols d'Europa. També va escriure altres obres per a orquestra així com música vocal, peces per a piano i altres.
En les seves obres, Gotovac representa el romanticisme nacional tardà, amb el folklore nacional com a principal font d'idees i inspiració.
Gotovac va morir als 87 anys a Zagreb (llavors Iugoslàvia).

## Obres

### Orquestrals
- Simfonijsko kolo (Kolo simfònic) op. 12 1926
- Pjesma i ples s Balkana (Cant i ball dels Balcans) op. 16 1939
- Orači (Homes) op.18 1937
- Guslar (Tocador de Gusle) op.22 1940
- Dinarka (La dama de Dinara) 1945
- Plesovi od Bunjevaca (Els balls de Bunjevci) 1960

### Corals
- 2 Scherzos 1916
- 2 pjesme za muški zbor (dues cançons per a cor masculí) 1918
- 2 pjesme čuda i smijeha (2 cançons de meravella i alegria) 1924
- Koleda 1925
- Dubravka. Pastorale per a Cor & Orquestra, text d'Ivan Gundulić op. 13 (1927–28)
- 3 momačca zbora (3 cors de nens) 1932
- Pjesme vječnog jada (Cançons de tristesa eterna) (1939)
- Pjesme zanosa (Cançons d'alegria) 1955

### Obres vocals per a solista
- Djevojka i mjesec (Una noia i la lluna) per a contralt & orquestra 1917
- Erotski moment za glas i glasovir (moments eròtics per a veu & piano) 1929
- 2 Sonate za bariton i orkestar (2 sonates per a baríton & orquestra) 1921
- Pjesme djevojčhissi za jedan glas i glasovir (Cançons per a veu de noia & piano) 1923
- Gradom za glas i glasovir (A través de la ciutat per a veu & piano)
- Rizvan-aga za bariton i orkestar (Rizvan-aga per a baríton & orquestra 1938
- Pjesme čižnje za glas i orkestar (Cançons de passió per a veu & orquestra) (1939)

### Òperes
- Morana op. 14 (1928–30)
- Ero s onoga svijeta (Ero el bromista) op. 17 (1933–35)
- Kamenik op. 23 (1939–44; UA 1946)
- Mila Gojsalića op. 28 (1948–51; UA 1952)
- Đerdan op. 30 (1954–55)
- Dalmaro op. 32 (1958; UA 1964)
- Stanac op. 33 (1959)
- Petar Svačić. Opera-Oratorij (òpera oratori op. 35 (1969; 1971)